# Радельхиз II (князь Беневенто)
Радельхиз II (лат. Radelchis II; умер в 907) — князь Беневенто (881—884, 897—900), сын Адельхиза и Адельтруды.

## Биография
Радельхиз II стал князем Беневенто в 881 году, после смерти своего двоюродного брата Вайфера. Согласно Беневентским анналам, в 884 (или 885) году он был свергнут и изгнан из Беневенто своим младшим братом Аиульфом II.
В 897 (или 898) году, после смерти Гвидо IV Сполетского, Радельхиз был восстановлен в прежнем качестве своей сестрой, императрицей Агельтрудой, но в январе 900 года снова свергнут своим двоюродным братом Атенульфом I Капуанским. Вернуть власть снова ему не удалось.